# Atomová absorpční spektrometrie

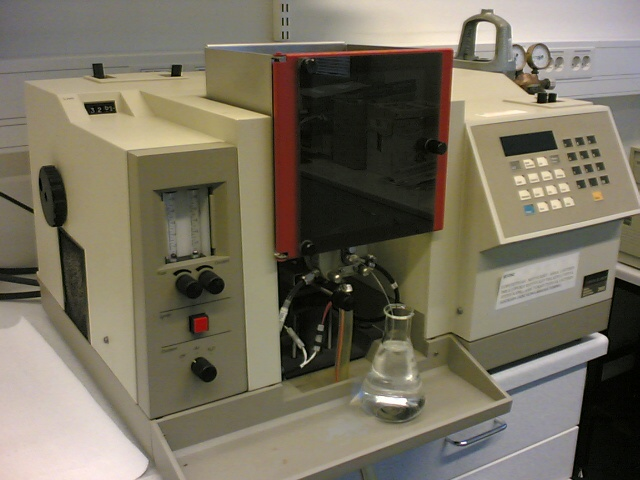
Atomový absorpční spektrometr

Atomová absorpční spektrometrie neboli atomová absorpční spektroskopie (zkratka AAS) je spektrometrická analytická metoda sloužící ke stanovení obsahu stopových i významných koncentrací jednotlivých prvků v analyzovaném roztoku. Metodou lze analyzovat přes 60 prvků periodické tabulky s citlivostí od setin do stovek ppm. Největší rozmach zaznamenala technika v 60. – 80. letech 20. století, kdy patřila k nejcitlivějším a nejvíce užívaným instrumentálním analytickým technikám. Ve forenzní chemii se používá zejména k detekci těžkých kovů a zbytků střeliva.

## Princip metody
Roztok analytického vzorku je zmlžen a vzniklý aerosol je zaveden do plamene nebo grafitového atomizátoru, kde se roztok okamžitě odpaří a rozruší se chemické vazby v molekulách přítomných sloučenin. Podmínky atomizace jsou přitom voleny tak, aby co největší populace měřených atomů (obecně Me) zůstala v neutrálním stavu a nedocházelo k ionizaci za vzniku nabitých částic typu Me+.
Plamenem prochází paprsek světla ze speciální výbojky, jehož fotony jsou při setkání s atomy analyzovaného prvku absorbovány a atom prvku přechází do příslušného vzbuzeného stavu. Dochází tak k úbytku intenzity procházejícího světla a tento úbytek je dán Lambertovým–Beerovým zákonem ve tvaru:
I = I0 . e − (k . n . l)
kde I0 je intenzita budícího záření, I je intenzita záření po průchodu absorbujícím prostředím (plamenem), k je atomový absorpční koeficient pro danou absorpční čáru, n je počet atomů analyzovaného prvku v jednotce objemu a l je délka absorpční vrstvy (délka hořáku, vytvářejícího plamen).
V praxi se pak jako měřená veličina používá logaritmus úbytku světelné energie nazvaný absorbance A, pro niž platí vztah:
A = log (I0/I) = 2,303 . k . n . l
Pro absorbanci pak platí velmi jednoduchá lineární závislost na koncentraci atomů měřeného prvku. Všechny AAS spektrometry proto udávají měřený signál v jednotkách absorbance po matematickém zpracování skutečně měřených intenzit procházejícího světla.

## Technický popis zařízení

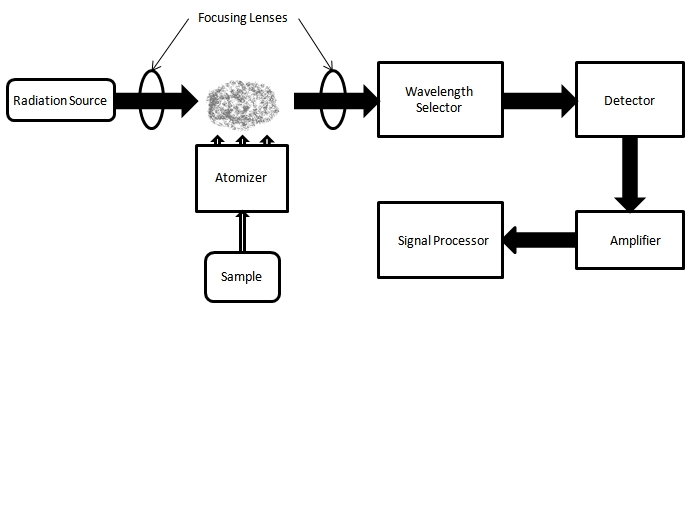
Schematické uspořádání analyzátoru AAS

Měřicí systém metody AAS se skládá ze 3 základních součástí:
1. Zdroje elektromagnetického záření
2. Měrné cely, v níž dochází k atomizaci (plamen, grafitová kyveta)
3. Optického detekčního systému, který měří intenzitu prošlého záření o specifické vlnové délce

Kromě toho je každý přístroj vybaven zařízením, které provádí transport kapalného vzorku do měrné cely a výpočetním systémem, který řídí běh celé analýzy a vyhodnocuje naměřené signály, které převádí přímo do požadovaných jednotek (např. koncentrace měřeného prvku ve vzorku).

### Transport vzorku do měrné cely

#### Plamen
Transport do plamene probíhá obvykle pomocí pneumatického kapilárního zmlžovače, který pomocí průtoku spalovacího plynu a oxidačního činidla způsobí nasávání roztoku měřeného vzorku nebo pomocí ultrazvukového rozprašování roztoku vzorku.
Často je takto vzniklý aerosol dále upravován tak, aby vstupující částice (kapičky) měly pokud možno jednotnou velikost. Proud nasávaného vzorku je proto naváděn proti pevné překážce (skleněná kulička) o kterou se dále rozbíjí na jemnější částice nebo je homogenizován průchodem přes jiný homogenizátor (například rychle rotující plastovou vrtulku). Podle druhu a poměru paliva a oxidovadla lze dosáhnout různých teplot.

#### Elektrotermický atomizátor
Tento atomizátor je tvořen grafitovou trubicí (kyvetou), která je vyhřívána elektrickým proudem. Měřené záření prochází rovnoběžně s osou této trubice.
Vzorek se vnáší pomocí mikropipety automatického dávkovače přímo na vnitřní stěnu trubice nebo na speciální grafitovou destičku – platformu. Dávkované množství vzorku se obvykle pohybuje v rozsahu objemů 5–50 μl, pro dosažení extrémních citlivostí lze pak provést opakované dávkování vzorku tak, že se nadávkovaný vzorek opatrně odpaří při teplotách kolem 100 °C a po ochlazení kyvety se dávkování opakuje, možno i několikanásobně.
Moderní dávkovače jsou konstruovány tak, aby celý proces dávkování byl plně řízen počítačem a umožňují analýzu několika desítek vzorků bez zásahu obsluhy, včetně nakalibrování příslušné metody a případného opakování analýzy s nižším dávkovaným objemem vzorku v případě neočekávané vysokého signálu.

#### Generace plynných hydridů
Speciálním případem je generování plynných hydridů a jejich dávkování do plamene. Tento postup vede ke zvýšení citlivosti analýzy, má však řadu omezení – je použitelný pouze v omezené skupině prvků jako arsen, selen, antimon, cín nebo bismut a současně nesmí analyzovaný roztok obsahovat významné koncentrace těžkých kovů. Jako redukční činidlo se zde používá roztok tetrahydridoboritanu sodného (NaBH4), který po okyselení uvolňuje nascentní vodík s mimořádně silnými redukčními účinky.
Speciálním případem je zde generace studených par rtuti, kterou lze poměrně snadno vyredukovat z analyzovaného roztoku již uvedeným borohydridem nebo levnějším chloridem cínatým (SnCl2). Ze zkušenosti však vyplývá, že v případě použití chloridu cínatého se redukční aparatura již nemůže použít pro analýzu cínu, protože je prakticky nemožné ji vyčistit tak, aby nevykazovala vysoký signál pro cín i v případě analýzy ultračisté deionizované vody.

### Zdroje záření
Základním požadavkem na zdroj měřeného záření je jeho relativně vysoká intenzita v oblasti měřených vlnových délek a především pak časová stabilita zdroje. Intenzita vyzařovaného záření by se pro praktické účely neměla měnit o více než 1 % v časovém intervalu řádově desítek sekund. Proto se v praxi používají převážně jednoúčelové výbojky, které nevyzařují kontinuální spektrum, ale září především v oblastech vlnových délek měřených spektrálních čar.

#### Výbojka s dutou katodou – HCL

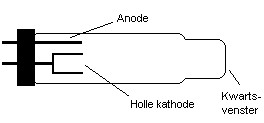
Schematický průřez výbojkou s dutou katodou

Nejstarším a současně nejčastěji používaným zdrojem elektromagnetického záření v AAS je výbojka s dutou katodou (anglicky Hollow cathode lamp), zkratka HCL.
Je tvořena skleněným pláštěm o průměru 30–50 mm a délce okolo 12 cm, ve kterém je umístěna dutá katoda z analyzovaného prvku, představující dutý váleček o průměru několika milimetrů a anoda z běžného kovu. Skleněná nádoba je dobře vakuově zatěsněna a je naplněna inertním plynem (neon, argon) pod tlakem 100–200 Pa. V případě, že na obě elektrody vložíme napětí v řádu několika tisíc voltů, dojde ke vzniku doutnavého výboje a kladně nabité ionty vzácného plynu jsou přitahovány ke katodě, na kterou narážejí vysokou rychlostí. Srážkami se z povrchu katody uvolňují atomy analyzovaného prvku, které se srážejí s dalšími letícími ionty a excitují se do vyššího energetického stavu. Při návratu do stabilního stavu pak vyzařují elektromagnetické záření, jehož vlnová délka odpovídá energetickému rozdílu mezi excitovaným a normálním stavem daného atomu. Prakticky tak získáme čárové spektrum o několika desítkách spektrálních linií, které jsou pro každý prvek charakteristické a jejich vlnová délka je určována stavbou elektronového obalu analyzovaného prvku.
Jistou nevýhodou praktického používání HCL je nutnost výměny lampy při přechodu na analýzu jiného prvku a také fakt, že potřeba nákupu více výbojek zvyšuje náklady na analýzy. Tento nedostatek se výrobci snaží eliminovat výrobou tzv. multielementálních lamp, jejichž anoda je tvořena slitinou několika definovaných kovů. Na trhu jsou dnes i výbojky s možností analyzovat až 6 prvků bez výměny HCL, což v kombinaci se. Jistou nevýhodou těchto lamp však může být snížení citlivosti, protože jejich emisi na měřené vlnové délce snižuje současná excitace všech atomů kovů v anodě a tím dochází k faktickému snížení emitovaného výkonu na požadované analytické linii.

#### Bezelektrodová výbojka – EDL
Dalším typem zdroje záření pro AAS je bezelektrodová výbojka (anglicky Electrodeless Discharge Lamp), zkratka EDL.
Uvedené zařízení funguje na principu výboje ve vysokofrekvenčním elektromagnetickém poli. Zdrojem záření je křemenná baňka naplněná vzácným plynem obsahující několik miligramů těkavé sloučeniny (obvykle halogenidů) analyzovaného prvku. Baňka je umístěna v cívce vysokofrekvenčního zdroje, které po přívodu energie vytvoří stabilní prstencový výboj a dojde k vyzáření spektrálních čar stejně jako u lamp typu HCL. Obvyklá frekvence zdrojů vysokofrekvenčních zdrojů činí 27 MHz.
Tyto výbojky mají vyšší životnost a poskytují vyšší intenzitu záření než odpovídající klasické HCL. Lze je však vyrobit jen pro omezené množství prvků, protože musí být k dispozici snadno těkavá sloučenina analyzovaného prvku a tuto podmínku splňují především hydridotvorné prvky jako As Se, Sn, Sb, Bi, dále pak například fosfor, olovo, zinek a alkalické kovy. Z ekonomického hlediska je důležitá nezbytnost nákupu speciálního zdroje vysokofrekvenčního elektromagnetického pole, protože v klasických přístrojích AAS tento zdroj není automaticky zabudován.

#### Kontinuální zdroje
V současné doby se do praktického využití začínají dostávat kontinuální zdroje záření, které vyzařují vysokou energii v celém rozsahu měřeného spektra a dokonalejším optickým detektorem, který je srovnatelný s mřížkovými detektory používanými v metodě ICP-OES.
Zdrojem záření jsou v tomto případě vysokotlaké xenonové nebo deuteriové výbojky, uvažuje se i možnosti využít jako zdroj záření laserové diody. Optický systém je tvořen Echelle monochromátorem jako disperzním členem a detektorem může být například detektor využívající diodové pole – CCD detektor. V současné době se již začínají přístroje tohoto typu objevovat na trhu, prvním komerčně dodávaným přístrojem tohoto typu je spektrometr firmy Analytikjena.

### Atomizace vzorku
Zásadní podmínkou pro měření koncentrace prvku metodou AAS je převedení atomů analyzovaného prvku do stavu Me0, tedy do stavu, kdy se v měřeném médiu (plamen, plyn) vyskytují převážně nenabité volné atomy analytu. Pro každý z již zmíněných způsobů měření je tak nutné nalézt takové fyzikální podmínky, v nichž populace částic Me0 vykazuje maximum.

#### Plamen

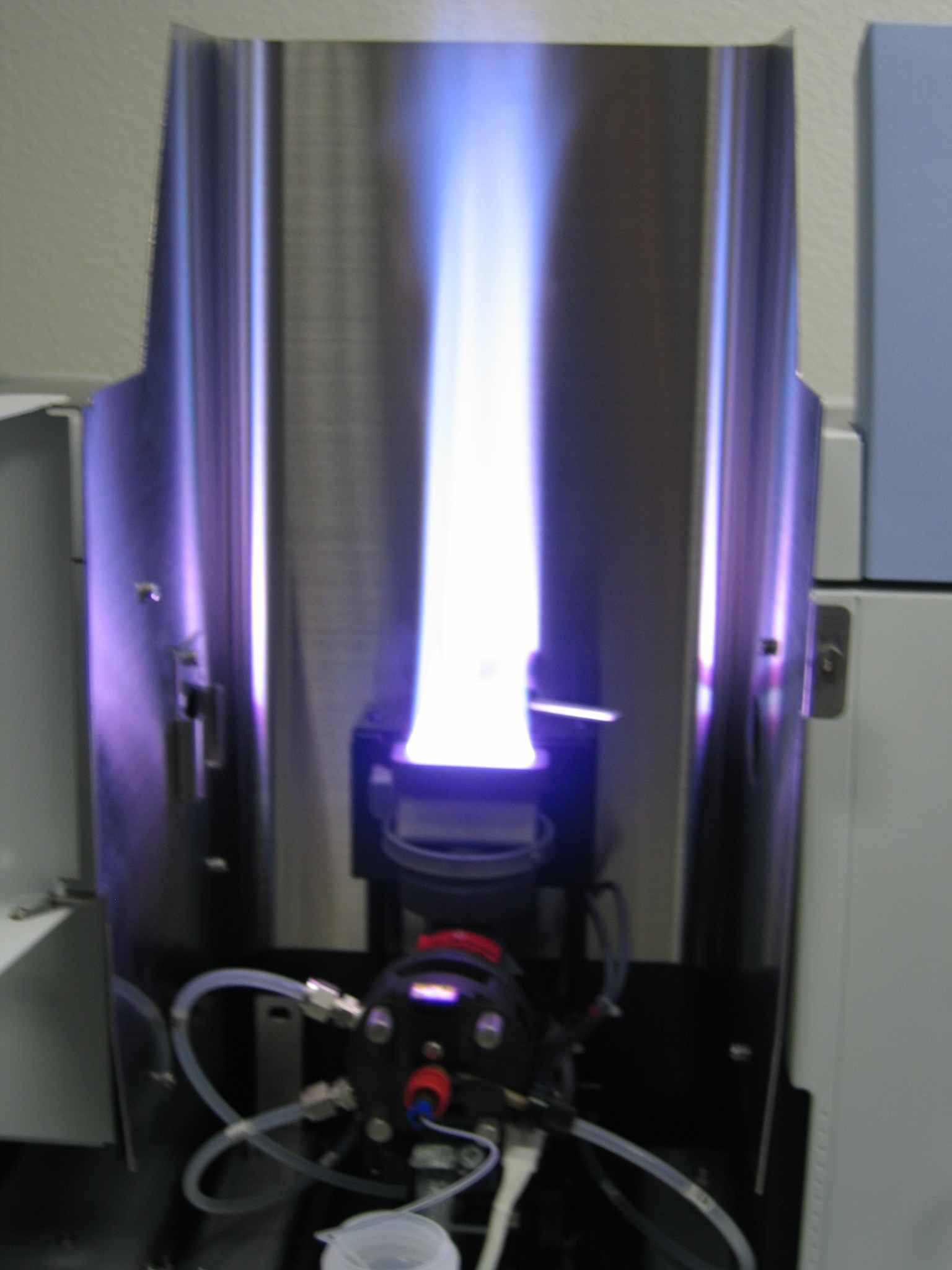
Plamen acetylen-oxid dusný

V průběhu vývoje metody AAS se objevila řada kombinací spalovaného a oxidačního plynu, ale postupně se pro praktické využití omezilo pouze na 2 kombinace: 1. acetylen – vzduch a 2. acetylen – oxid dusný. Zároveň hořáky pro spalování uvedených plynů mají v současné době standardní délku 100 a 60 případně 50 mm, jsou však vždy nastavitelné z hlediska pozice průchodu měřeného světla různou oblastí plamene. Je to proto, že plamen ve svém těle vykazuje značně rozdílné fyzikální vlastnosti především z hlediska lokální teploty, ale i oxidačních schopností – můžeme zde nalézt zóny s výrazně redukčními nebo naopak oxidačními schopnostmi. Analytik pak musí pro konkrétní případ zvolit vždy tu oblast plamene, v níž převládá populace analyzovaných atomů Me0, kdy je dosaženo maximální citlivosti stanovení. Další možností, jak ovlivnit citlivost stanovení je otočení hořáku kolem osy, čímž se sníží délka analyzované zóny. Tento postup se prakticky používá v případech, kdy je třeba analyzovat relativně koncentrované roztoky a je třeba se vyhnout jejich ředění.
Teploty, dosahované při hoření plamene o různém složení:
| Palivo   | Oxidovadlo | Teplota/(°C) |
| Propan   | Vzduch     | 1 900        |
| Acetylen | Vzduch     | 2 300        |
| Acetylen | Kyslík     | 3 100        |
| Acetylen | Oxid dusný | 3 000        |
| Vodík    | Kyslík     | 2 600        |

Plamen acetylen – vzduch je využíván pro analýzu velké většiny prvků a prakticky standardně je dodáván v délce 100 mm. Pro analýzu alkalických kovů se přitom volí ještě specifická varianta tzv. chudého plamene, kdy je množství acetylenu sníženo na minimum a teplota uvnitř plamene tak klesá pod 1000 °C. Je to proto, že alkalické kovy velmi snadno ionizují a vytvářejí ionty Me+ které snižují citlivost stanovení. Snížením teploty plamene lze dosáhnout výrazného snížení populace nabitých iontů v plameni. Podobně působí i přídavek tzv. iontových pufrů, tj. atomů, které jsou úmyslně přidány ve vysokém nadbytku vůči analyzovanému prvku a vytvářejí prostředí, které je z hlediska ionizace uniformní pro všechny přítomné prvky. Typickými iontovými pufry jsou sloučeniny cesia nebo lanthanu.
Plamen oxid dusný – acetylen má výrazně vyšší teplotu – až 3 000 °C a užívá se především pro analýzu prvků, které vykazují tendenci k tvorbě stabilních oxidů jako hliník, zirkonium nebo kovy vzácných zemin. V určitých případech je vhodnější i potlačení vlivu prostředí – například pro analýzu vápníku vytváří značně stabilní signál nezávislý na složení matrice, která v plameni acetylen – vzduch výrazně mění parametry analýzy. Hořáky pro tento systém mají obvykle délku 60 mm případně 50 mm. Zároveň je z hlediska bezpečnosti provozu nezbytné zajistit spolehlivé zažehnutí a především zhasnutí plamene, kdy hrozí při nesprávném načasování jednotlivých kroků exploze uvnitř hořáku. Značný vliv na bezpečnost provozu a obsluhy má konstrukce zmlžovací komory a systém přívodů hořlavých plynů do ní.

### Elektrotermický atomizátor

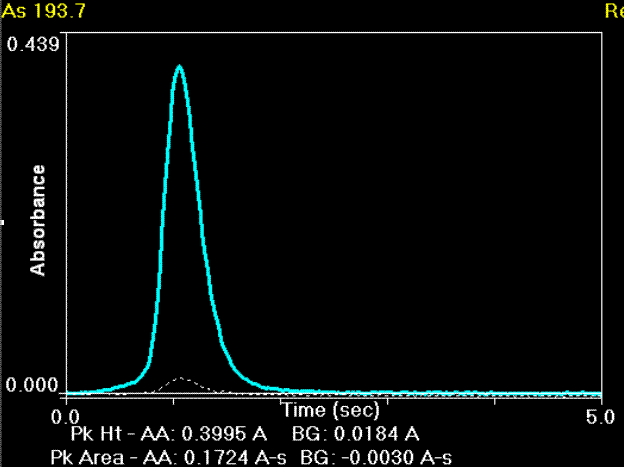
Typický průběh signálu v elektrotermickém atomizátoru

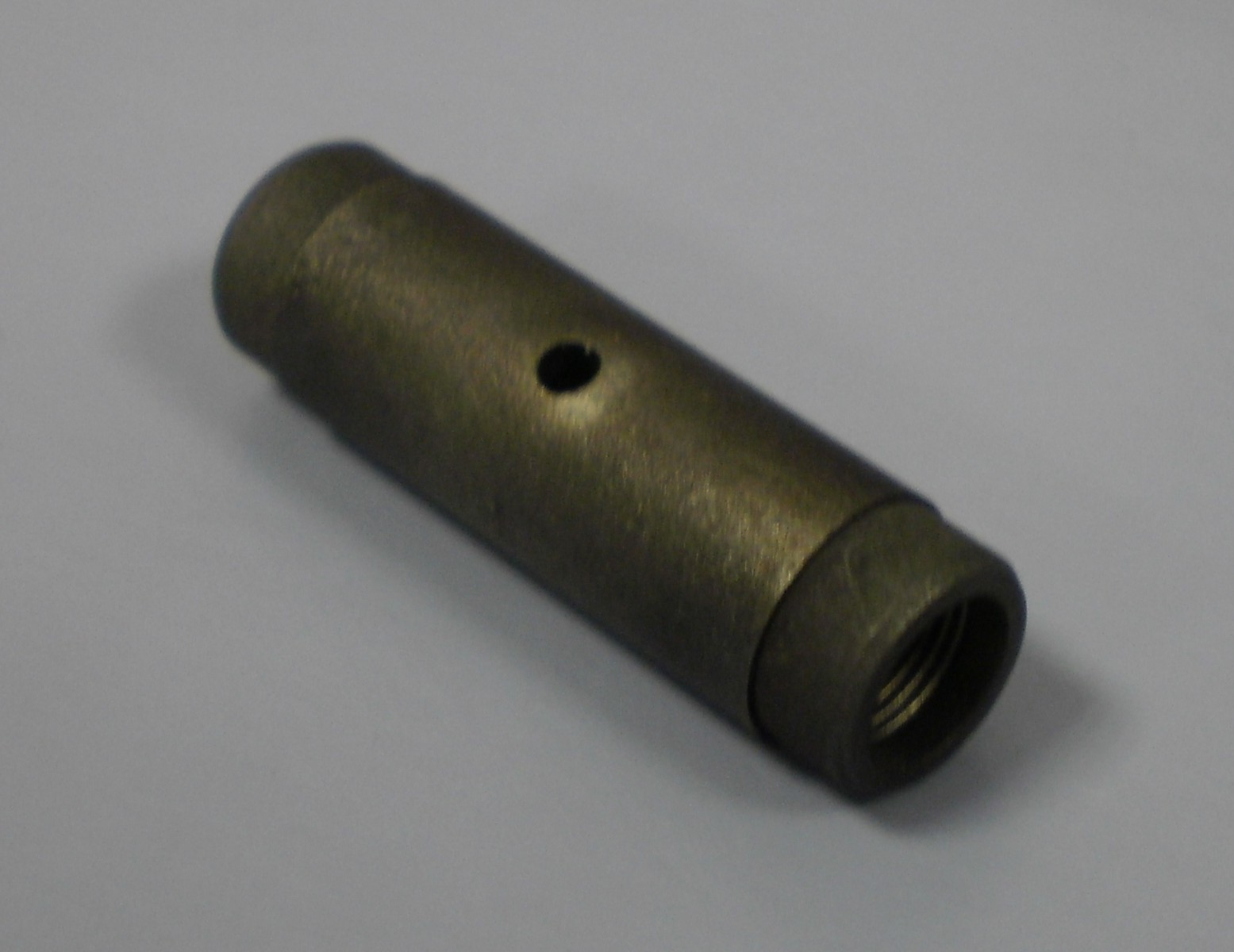
Grafitová kyveta

Využiti techniky bezplamenné atomizace přináší zvýšení citlivosti stanovení až o několik řádů oproti plameni, je však nutno vyřešit řadu problémů spojených nespecifickou absorpcí světla způsobenou nerozloženými zbytky matrice vzorku a dalšími fyzikálními jevy.
Vlastní atomizátor je tvořen dutým válečkem o délce 30 – 50 mm a vnitřním průměru kolem 5 mm. V polovině délky válečku je malý otvor, který slouží pro dávkování vzorku do kyvety a odvod promývacího inertního plynu. Během vývoje metody byly prováděny experimenty s různými materiály pro výrobu atomizátorů (např. kovový wolfram), ale v současné se době se používá prakticky výlučně grafit, který má na povrchu vrstvu pyrolytického grafitu s vysokou mechanickou a termickou stabilitou. Materiál kyvety je chráněn před shořením v atmosférickém kyslíku proudem argonu, který ji obtéká zvenčí i uvnitř a odstraňuje tak současně z vnitřního prostoru zbytky po pyrolýze matrice. Změny teploty atomizátoru, nutné pro odpaření a atomizaci vzorku jsou docilovány průchodem elektrického proudu materiálem kyvety nebo jejím mikrovlnným ohřevem. Analytický signál je získáván průchodem světla vnitřním prostorem kyvety ve směru její podélné osy a měřením rozdílu absorpce světla zvolené vlnové délky před atomizací vzorku a v intervalu, kdy jsou atomy analyzovaného prvku odpařeny vysoko teplotou do vnitřního prostoru kyvety.
Teplota kyvety v průběhu analýzy je řízena počítačem a skládá se z několika kroků.
1. V prvním je odpařeno rozpouštědlo (obvykle voda a anorganické kyseliny) a teplota je zde volena tak, aby nedošlo k varu a analyzovaný materiál nebyl rozptýlen po stěnách kyvety.
2. V druhém kroku je odstraňována matrice vzorku, především jsou pyrolyzovány přítomné organické sloučeniny nebo lze odpařit snadno těkavé anorganické soli. Pro lepší průběh pyrolýzy se obvykle ke vzorku přidává tzv. modifikátor matrice, tedy sloučenina, která napomáhá oxidaci organických sloučenin, převádí přítomné anorganické soli na těkavější sloučeniny nebo převádí analyzovaný prvek do vhodné formy. Nejobvyklejšími modifikátory matrice jsou chlorid palladnatý, dusičnan hořečnatý nebo fosforečnan amonný, ale ve specializovaných případech se setkáváme s mnoha dalšími sloučeninami.
3. Ve třetím kroku dochází k atomizaci analyzované látky a měření absorpce světla jejími atomy. Proto se v tomto kroku zastavuje proud argonu, procházející vnitřkem kyveta, aby uvolněné atomy nebyly vyplachovány z měřeného prostoru.
Výsledný signál má potom tvar píku a pro vyhodnocení obsahu prvku ve vzorku se měří buď jeho výška nebo plocha.
4. Poslední krok slouží k vyčištění kyvety před dalším měřením a kyveta se při něm na několik sekund zahřívá až na teplotu 3 000 °C při maximálním průtoku argonu kyvetou.